# Aarbach (Este)
Der Aarbach ist ein 5,2 km langer Bach in der Gemeinde Hollenstedt im Landkreis Harburg in Niedersachsen, der von rechts und Osten in die Este mündet.

## Verlauf
Der Aarbach entspringt als Wiesen- und Ackersammler im östlichen Ortsrand von Wennerstorf. Er durchfließt, deutlich begradigt, Wennerstorf in westlicher Richtung. Er fließt, leicht mäandrierend, nördlich von Dierstorf-Heide durch Waldgebiet, und unterquert auf Höhe der Autobahn-Raststätte Hollenstedt kanalisiert die Autobahn 1. Am Weichbild von Hollenstedt folgend fließt er erst in Wald- und nach der Kreuzung der K 63 in Wiesengebiet, bevor er die K 31 unterquert und auf den letzten hundert Meter deutlich begradigt nördlich von Hollenstedt von rechts und Osten in die Este mündet.

## Zustand
Der Aarbach ist im gesamten Verlauf mäßig belastet (Güteklasse II).

## Befahrungsregeln
Wegen intensiver Nutzung der Este durch Freizeitsport und Kanuverleiher erließ der Landkreis Harburg 2002 eine Verordnung unter anderem für die Este, ihre Nebengewässer und der zugehörigen Uferbereiche, die den Lebensraum von Pflanzen und Tieren schützen soll. Seitdem ist das Befahren und Betreten des Aarbachs ganzjährig verboten.